# Cinq Bondes
Cinq Bondes (Pluraletantum) ist ein Fluss in Frankreich, der im Département Indre in der Region Centre-Val de Loire verläuft. Er entspringt im Regionalen Naturpark Brenne, im Gemeindegebiet von Migné, entwässert generell in nordwestlicher Richtung durch ein seenreiches Gebiet und mündet nach rund 27 Kilometern im Gemeindegebiet von Martizay als linker Nebenfluss in die Claise.

## Durchquerte Seen
(Reihenfolge in Fließrichtung)
- Le Grand Ménime
- Le Coudray
- Le Grand Étang
- Étang du Sault
- Étang du Blizon

Weitere Seen werden nicht durchquert, sondern künstlich umlaufen.

## Orte am Fluss
(Reihenfolge in Fließrichtung)
- Le Pied de la Gite, Gemeinde Migné
- Migné
- Les Chaises, Gemeinde Migné
- Le Blizon, Gemeinde Rosnay
- Le Temple, Gemeinde Rosnay
- Les Cinq Bondes, Gemeinde Lingé
- Le Sablon, Gemeinde Martizay

## Sehenswürdigkeiten
- Antennenanlage der französischen Marine bei Rosnay, südlich des Flusses.